# Петропавлівська церква (Новосілки)
Петропа́влівська це́рква — чинна церква у селі Новосілки Володимирського району Волинської області. Пам'ятка архітектури національного значення (охоронний номер 030030). Парафія належить до Володимир-Волинської єпархії Православної церкви України. Збудована у 1783 році.

## Історія
Церкву святих апостолів Петра і Павла збудовано в 1783 році. Вона внесена до списку пам'яток архітектури УРСР, що перебувають під державною охороною, у 1956 та 1979 роках.
У другій половині XIX століття було надбудовано дерев'яну главу та четвертий ярус вежі-дзвіниці, виконані у псевдоруському стилі.
Згідно з архівними даними, до парафії церкви в Володимир-Волинському повіті належали села Бужанка, Вощатин, Дігтів, Дорогиничі, Ласків, Лудин, Орані, Поромів, Рогожани, Суходоли, Цуцнів та Шистів. Метричні книги зберігаються в державних архівах Житомирської та Волинської областей і охоплюють період з 1797 року.
Релігійну громаду було офіційно зареєстровано 29 липня 1995 року.
13 червня 2024 року церкву внесено до Державного реєстру нерухомих пам'яток України як об'єкт культурної спадщини національного значення з охоронним номером 030030.

## Архітектура
Будівля цегляна, однонавова з трансептом, має виділену в плані прямокутну апсиду та чотириярусну вежу на головному фасаді. За типом є модифікованою хрестовою спорудою з однією вежею на фасаді, що є малопоширеним явищем на Волині. Усі об'єми споруди рівновисокі.
Внутрішній простір перекрито хрестовими та напівциркульними з розпалубками склепіннями. Під будівлею є підвал. Дерев'яна глава та четвертий ярус вежі-дзвіниці, надбудовані в XIX столітті, мають риси псевдоруського стилю.

## Сучасний стан
Храм є діючим і перебуває у власності релігійної громади села. Юридична особа «Свято-Петропавлівська релігійна громада УПЦ (ПЦУ) села Новосілки» (код ЄДРПОУ 34301568) належить до Православної церкви України та підпорядковується Володимир-Волинській єпархії. Керівником громади є Цап Степан Ілліч. У селі, окрім церкви, функціонують початкова школа, клуб та фельдшерсько-акушерський пункт.

## Галерея

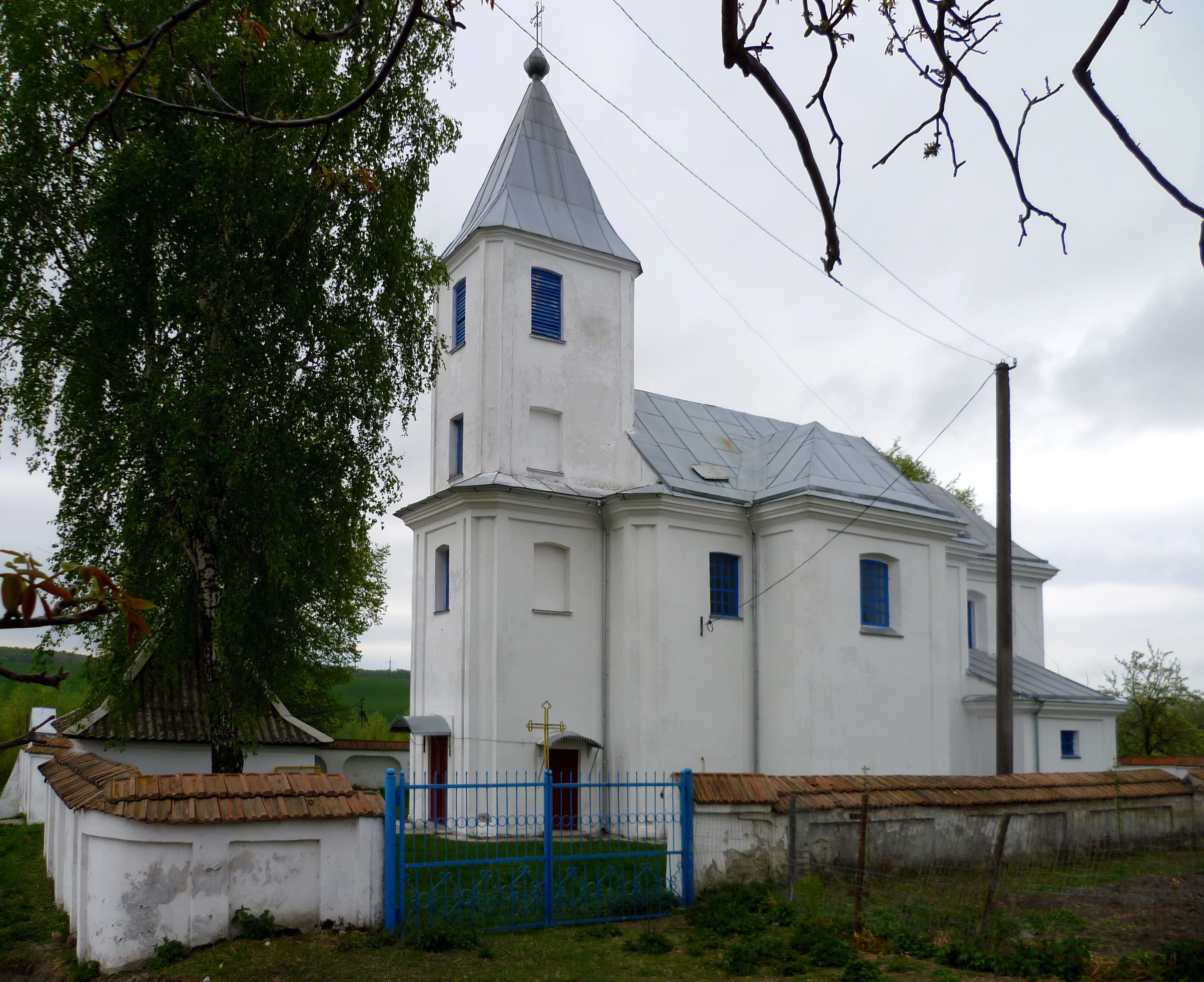
Вигляд з вулиці
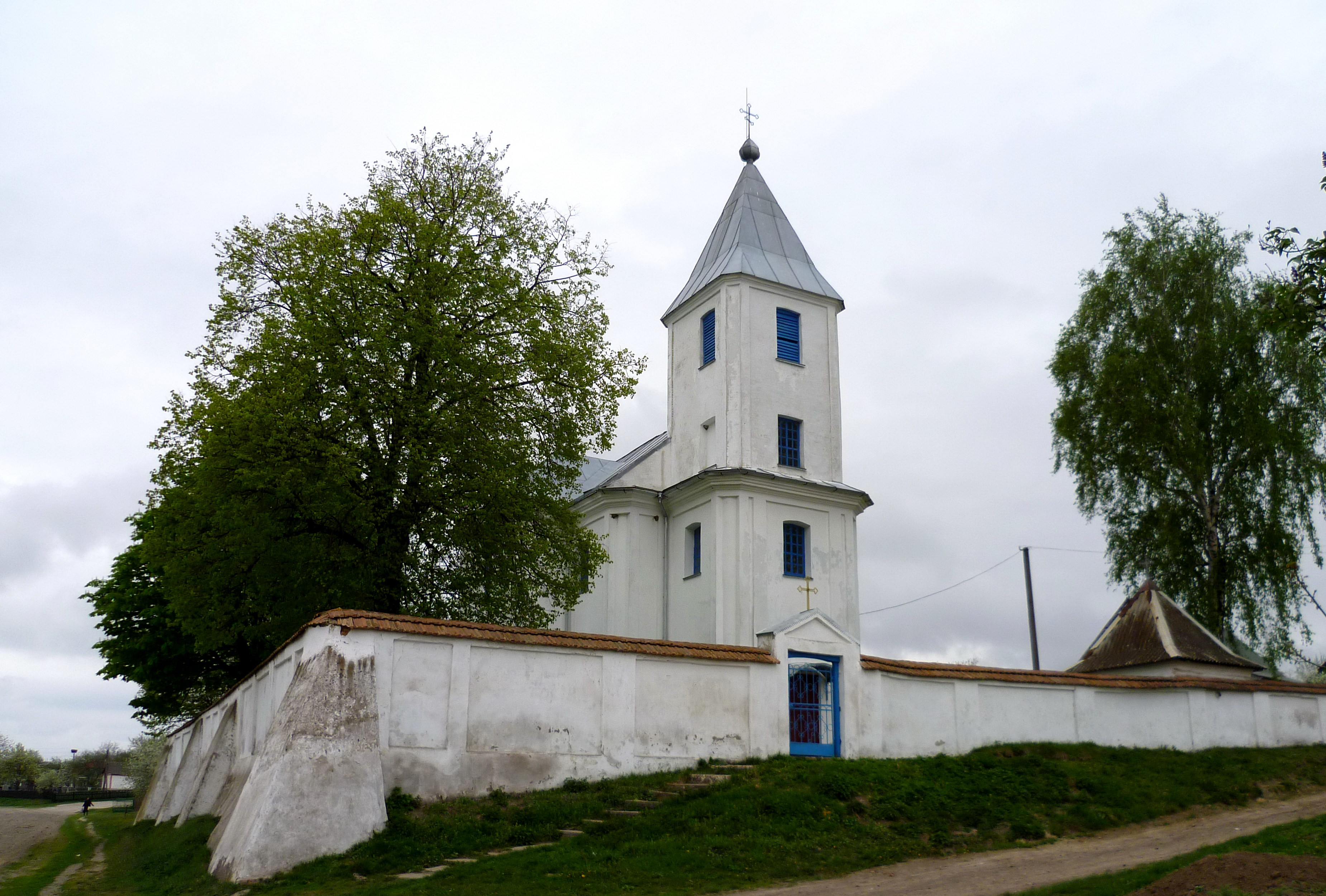
Вигляд з дороги